# 内奥米·卡斯尔
内奥米·卡斯尔（英語：Naomi Castle，1974年5月29日—），澳大利亚女子水球运动员。她曾代表澳大利亚参加2000年和2004年夏季奥林匹克运动会水球比赛，其中2000年奥运会获得一枚金牌。